# Cyathea notabilis
Cyathea notabilis är en ormbunkeart som beskrevs av Karel Domin. Cyathea notabilis ingår i släktet Cyathea och familjen Cyatheaceae. Inga underarter finns listade.